# … nichts als Sünde
… nichts als Sünde  ist ein deutscher Spielfilm aus dem DEFA-Studio für Spielfilme von Hanuš Burger aus dem Jahr 1965. Dem Film liegt die William-Shakespeare-Komödie Was ihr wollt in der Musicalfassung von Günther Deicke und Klaus Fehmel zugrunde.

## Handlung
→ Für die Handlung des Stückes, siehe: Was ihr wollt
Mit dem Genre des Films wurde eine Bühnenfassung von Günther Deicke und Klaus Fehmel umgesetzt, die bereits seit längerer Zeit im Berliner Theater der Freundschaft mit großem Erfolg lief. Die Fabel Shakespeares blieb in dem Musical weitestgehend erhalten, bekam aber durch die Adaption Günther Deickes einen pointierten Zuschnitt. Durch das Musikalische wurde es etwas Eigenständiges, was die ursprüngliche Fassung von Was ihr wollt nicht ersetzen konnte und wollte.

## Produktion und Veröffentlichung
… nichts als Sünde wurde von der Künstlerischen Arbeitsgruppe „Johannisthal“ unter dem Arbeitstitel Was ihr wollt auf ORWO-Color gedreht und hatte seine Uraufführung am 14. Oktober 1965 im Berliner Kino Kosmos. Im Deutschen Fernsehfunk wurde der Film zum ersten Mal am 22. Dezember 1966 gezeigt. 
Für das Szenarium war Hanuš Burger verantwortlich, und die Dramaturgie lag in den Händen von Traudl Kühn und Maurycy Janowski, der auch gemeinsam mit Günther Deicke die Texte schrieb. Die Musik wurde gespielt vom DEFA-Sinfonieorchester unter der Leitung von Lothar Seyfarth und dem Tanzorchester Günter Gollasch.

## Synchronisation
Der Gesang einiger Darsteller wurde synchronisiert: Die hier nicht erwähnten Darsteller sangen ihre Rollen selbst.
| Rolle         | Darsteller       | Sänger                           |
| ------------- | ---------------- | -------------------------------- |
| Viola         | Helga Čočková    | Jutta Hoffmann, auch Sprechrolle |
| Herzog Orsino | Arno Wyzniewski  | Fred Frohberg                    |
| Malvolio      | Herwart Grosse   | Gerry Wolff                      |
| Narr          | Hans Lucke       | Manfred Krug                     |
| Sebastian     | Herbert Graedtke | Manfred Raasch                   |

## Kritik
In der Berliner Zeitung wurde M. Heidicke den Eindruck nicht los, dass zur Realisierung des Theaterstücks als Film mehr Möglichkeiten vorhanden waren, als genutzt wurden. Der Film lief wie ein Nummernprogramm, mit kleinen Erholungspausen ab. Es blieb die Schlussfolgerung, dass man den Film als Versuch werten musste, neue Formen zu erproben, denn viel Erfahrungen mit Musicals gab es bei der DEFA nicht.
-ch schreibt in seiner Kritik in der Neuen Zeit: 

„Was auf der Bühne ein charmantes und gelungenes Experiment war und noch ist, junge Menschen an Shakespeare heranzuführen, mit munterer Musik und kessen Texten Furcht vor dem Klassiker überwinden, ist als aufwendiger Totalvisionsfilm des Prager Regisseurs Hanuš Burger ein konfuses Schauspektakel, in dessen Verlauf Shakespeares komödiantischer Geist auf der Strecke bleibt. […] und im übrigen ist es schade um das hübsche kleine Bühnenmusical, dem die filmische Ausweitung nicht bekam.“

Das Lexikon des internationalen Films schreibt, dass Shakespeares Theaterstück hier in lustspielhafter, aber mäßiger künstlerischer Form dargestellt werde, welches das literarische Vorbild aber nicht erreiche.